# Institut Internacional d'Investigació sobre Polítiques Alimentàries
L'Institut Internacional d'Investigació sobre Polítiques Alimentàries (IFPRI) és un centre internacional d'investigació agrícola fundat al començament de la dècada dels 70 per millorar la comprensió de les polítiques agrícoles i alimentàries dels països, bo i promovent l'adopció d'innovacions de tecnologia agrícola. L'IFPRI cerca també comprendre més bé el paper del desenvolupament agrícola i rural en el desenvolupament general d'un país, a més de buscar solucions sostenibles per posar fi a la fam i a la pobresa.
L'IFPRI és part d'una xarxa d'instituts internacionals d'investigació finançat en part pel Grup Consultiu per a la Investigació Agrícola Internacional (CGIAR), que és finançat per governs, companyies, fundacions privades i el Banc Mundial.

## Àrea de cobertura
L'IFPRI duu a terme investigacions sobre política alimentària i les difon a través de publicacions, butlletins, conferències i altres iniciatives. L'IFPRI fou instituït com una organització no governamental a Washington DC als Estats Units el 5 de març de 1975 i el seu primer butlletí d'investigació va realitzar-se el febrer de 1976. L'IFPRI té oficines en diversos països en desenvolupament, com Etiòpia, l'Índia i la Xina, a més de tenir investigadors treballant arreu del món.

### Àrees d'investigació
L'estratègia institucional de l'IFPRI es basa en tres pilars: investigació, capacitació i comunicació de polítiques. L'IFPRI ha estudiat diversos temes com per exemple la baixa productivitat de conreu i producció d'animals, la degradació ambiental, la gestió de l'aigua, les terres fràgils, els drets de propietat, l'acció col·lectiva, la intensificació de la producció agrícola sostenible, l'impacte del canvi climàtic en els agricultors pobres, els problemes i oportunitats de la biotecnologia, la seguretat alimentària, la malnutrició per deficiència de micronutrients, els programes de microfinances, la seguretat alimentària urbana, les problemàtiques de gènere i desenvolupament i la distribució de recursos a les llars.
L'IFPRI també analitza les reformes del mercat agrícola, les polítiques comercials, les negociacions de l'Organització Mundial del Comerç en el context de l'agricultura, l'eficàcia institucional, la diversificació dels conreus i dels ingressos, les activitats de postcollita i l'agroindústria.
L'institut participa en la mesura dels Objectius de Desenvolupament del Mil·lenni de l'ONU i dona suport als governs en la formulació i aplicació de llurs estratègies de desenvolupament.

### Productes i publicacions
L'IFPRI es dirigeix a una audiència variada mitjançant els seus productes d'anàlisi de política i investigació. Inclou els polítics de països en desenvolupament, organitzacions no governamentals, organitzacions de la societat civil, donants, assessors i mitjans de comunicació.
Les publicacions de l'IFPRI inclouen llibres, informes d'investigació, butlletins informatius i resums. L'institut també participa en la recollida de dades primàries i compilació i processament de dades secundàries.
El 1993 l'IFPRI presentà la Iniciativa de la Visió 2020, l'objectiu de la qual és coordinar i donar suport al debat entre governs, organitzacions no governamentals, el sector privat, institucions internacionals de desenvolupament i altres elements de la societat civil, amb l'objectiu d'aconseguir una seguretat alimentària per a tothom l'any 2020.
Des del 2006 l'institut produeix l'Índex Global de la Fam (GHI) que avalua anualment els progressos dels diferents països i regions en la lluita contra la fam. El GHI és una col·laboració entre l'IFPRI, la Welthungerhilfe i Concern Worldwide. L'institut ha produït també l'Índex de la Fam per als estats de l'Índia (2008) i l'Índex Subnacional de la Fam per a Etiòpia (2009).

### Estructura de l'institut
L'IFPRI està format per l'oficina del director general, la divisió de comunicacions i la divisió de finances i gestió, així com altres divisions d'investigació:
- Estratègies de desenvolupament i governabilitat
- Medi ambient i tecnologies de producció
- Pobresa, fam i nutrició
- Coneixement, capacitat i innovació
- Mercats, comerç i institucions

L'IFPRI és també la seu de diverses xarxes d'investigació:
- Indicadors de ciència i tecnologia agrícola (ASTI)
- Programa del CGIAR sobre acció col·lectiva i drets de propietat (CAPRi)
- Harvest Plus
- Harvest Choice